# Erlangers leeuwerik
Erlangers leeuwerik (Calandrella blanfordi  erlangeri) is een vogel uit de familie van de leeuweriken (Alaudidae). De vogel werd in 1906 als ondersoort van roodkapleeuwerik (C. cinerea) geldig beschreven en daarna werd de vogel vaak als aparte soort beschouwd. Volgens in 2016 gepubliceerd moleculair genetisch onderzoek is dit een ondersoort van Blanfords leeuwerik. Deze ondersoort is endemisch in Ethiopië.